# Верхние Чершилы (Лениногорский район)
Верхние Чершилы (тат. Югары Чыршылы) — село в Лениногорском районе Республики Татарстан, в составе Нижнечершилинского сельского поселения.

## Этимология
Топоним произошёл от татарского слова «югары» (верхний) и фитонима «чыршы» (ель).

## География
Село находится на правом притоке реки Кувак, в 28 км к северо-западу от районного центра — города Лениногорска.

## История
Село Верхние Чершилы известно с 1785 года.
В сословном плане, в XVIII веке и вплоть до 1860-х годов, жителей села причисляли к государственным крестьянам. Их основными занятиями в то время были земледелие, скотоводство, валяльный и плотничный промыслы.
В «Списке населенных мест по сведениям 1859 года», изданном в 1864 году, населённый пункт упомянут как казённая и башкирская деревня Верхния Чершиллы 1-го стана Бугульминского уезда Самарской губернии. Располагалась при речке Чершилле, по правую сторону просёлочного тракта из Бугульмы в Симбирск, в 52 верстах от уездного города Бугульмы и в 23 верстах от становой квартиры в казённой и башкирской деревне Альметева (Альметь-муллина). В деревне в 150 дворах жили 517 человек (248 мужчин и 269 женщин). Была мечеть.
По сведениям из первоисточников, в 1889 году в селе действовали мечеть, 2 водяные мельницы; в начале XX века – 2 мечети, мектеб. В этот период земельный надел сельской общины составлял 1116 десятин.
До 1920 года село входило в Нижне-Чершилинскую волость Бугульминского уезда Самарской губернии. С 1920 года в составе Бугульминского кантона ТАССР. С 10 августа 1930 года в Шугуровском, с 12 октября 1959 — в Лениногорском районах}.
С 1930 года в селе действовали  коллективные сельскохозяйственные   предприятия, с 2007 года — сельскохозяйственное предприятие ООО «Агрофирма-Спартак».

## Население
| 1859 | 1885 | 1910 | 1920 | 1926 | 1958 | 1970 | 1979 | 1989 | 2002 | 2010 | 2017 | 2020 |
| ---- | ---- | ---- | ---- | ---- | ---- | ---- | ---- | ---- | ---- | ---- | ---- | ---- |
| 517  | 880  | 1239 | 1198 | 1028 | 651  | 550  | 446  | 271  | 249  | 209  | 222  | 158  |

По данным переписей, в селе проживают татары.

## Экономика
Сельское хозяйство, специализация на полеводстве, мясо-молочном скотоводстве. В селе действует сельскохозяйственное предприятие ООО «Агрофирма-Спартак».

## Инфраструктура
В селе работают фельдшерско-акушерский пункт, клуб, магазин.

## Религия
В селе с 1995 года действует мечеть.